# 기업재무
기업재무 (企業財務, corporate finance)란 투자 의사 결정, 자본구조 의사 결정, 배당 의사 결정 그리고 지배구조 등에 관한 활동을 말한다.
기업재무는 자금의 출처, 기업의 자본 구조, 관리자가 주주에게 회사의 가치를 높이기 위해 취하는 조치, 금융 자원을 할당하는 데 사용되는 도구 및 분석을 다루는 금융 영역이다. 기업재무의 주요 목표는 주주 가치를 극대화하거나 높이는 것이다.
이에 따라 기업재무는 두 가지 주요 하위 분야로 구성된다. 자본 예산 책정은 부가가치 프로젝트가 투자 자금을 받아야 하는 기준 설정과 해당 투자 자금을 자기자본으로 조달할지 부채 자본으로 조달할지 여부와 관련된다. 운전 자본 관리(working capital management)는 유동 자산과 유동 부채의 단기 운영 잔액을 처리하는 회사의 통화 자금 관리이다. 여기서 초점은 현금, 재고, 단기 차입 및 대출(예: 고객에 대한 신용 조건) 관리에 있다.
기업재무 및 기업재무가라는 용어는 투자 은행과도 관련이 있다. 투자 은행의 일반적인 역할은 회사의 재정적 필요를 평가하고 그러한 필요에 가장 적합한 유형의 자본을 조달하는 것이다. 따라서 "기업재무" 및 "기업재무가"라는 용어는 사업을 창출, 개발, 성장 또는 인수하기 위해 자본을 조달하는 거래와 관련될 수 있다.

재무관리사, 즉 CFO가 담당하는 직무는 회계관리와 재무관리라는 두 축으로 이루어지는 서로 상호보완적인 성격을 가지고 있다. 
회계업무는 재무제표 작성을 통해 기업의 재무 상태와 경영성과를 체계적으로 파악할 수 있게 하는 일이다.  재무관리 업무는 자금을 확보하여 지급능력을 유지하는 것부터 미래의 자금수지를 예상하여 자금계획을 수립하고 필요한 자금을 기업의 전략에 맞추어 제 때에 다양한 재무관리 기법으로 조달 및 운용하는 과정이다.
주식회사만이 아니라 모든 기업의 재무관리를 연구하는 경영재무와는 원칙적으로 다르지만, 기업재무 연구의 주요 개념은 모든 기업의 재무적 문제에 적용할 수 있다. 재무 관리는 회계 직업의 재무 기능과 겹친다. 그러나 재무회계는 과거의 재무정보를 보고하는 것이고, 재무관리는 주주에 대한 회사의 가치를 높이기 위한 자본 자원의 배치와 관련이 있다.

## 같이 보기
- 기업지배구조
- 법인세
- 재무회계
- 재무관리
- 프라이빗에쿼티
- 유가증권
- 주식시장
- 벤처 캐피털